# Бранко Китановић
Бранко Китановић (Урошевац, 18. септембар 1935 — Београд, 17. децембар 2011) био је српски и југословенски књижевник, публициста, преводилац и новинар.

## Биографија
Рођен је 18. септембра 1935. године у Урошевцу где је у то време службовао његов отац. Одрастао је у комунистички оријентисаној породици и одмалена је васпитаван у духу социјализма. Као дете готово цео ток Другог светског рата провео је у збегу са југословенским партизанима. Његови родитељи и готово читава родбина учествовали су у Народноослободилачком рату Југославије и социјалистичкој револуцији Југославије. Иако дете и сам Бранко је дао допринос у борби за ослобађање Југославије од фашистичког окупатора. Слушајући Радио Москву у штабовима партизанских одреда, касније је елоквентно и детаљно препричавао борцима и симпатизерима НОБ-а напредовање јединца совјетске Црвене армије у сукобу са нацистичком Немачком. Управо у то време, Бранко је развио велику љубав према Совјетском Савезу коју није напустио до последњег дана свог живота. Након завршетка рата Бранко завршава основну и средњу школу, сели се са породицом у Београд у коме уписује Правни факултет Универзитета у Београду.
Као студент, у време док је био потпредседник Савеза студената Југославије, 1956. године ухапшен је са групом својих колега у Београду јер су организовали одласке у Дом Совјетске културе. Наводни злочин који су они починили био је гледање совјетских играних и документарних филмова који су се тамо приказивали. Због тога је провео у затвору месец дана.
Током 1963. године Бранко Китановић са групом истакнутих писаца међу којима су били и Десанка Максимовић, Бранко Ћопић и Михаило Лалић, планира да оснује недељни лист Глас Епохе који би ширио реалистички приступ у књижевности. Међутим, уплашен да је реч о „совјетској пропаганди“ режим организује напад на осниваче листа које Ђуро Пуцар у штампи означава као „ждановљевце“. Убрзо после тога, Бранко 1964. године добија позив за војску, иако у њу по закону као дете учесник рата није треба да иде. Последњег дана војске хапси га војна полиција под наводном оптужбом за „непријатељску пропаганду“. На процесу као пријатељ Совјетског Савеза бива осуђен на три и по године затвора. Током периода СФР Југославије Бранко Китановић постаје истакнути писац и преводилац. Написао је бројне књиге везане за историју Другог светског рата а писао је и историјске романе и научна дела.
Важи као аутор који је објавио највише фељтона у СФР Југославији. Био је члан Удружења књижевника Југославије и Савеза преводилаца. Поред тога што је писао књиге радио је и као публициста и преводилац. Са супругом Татјаном је добио кћерку Валентину.
Његова књига „Човек који је уздрмао Трећи рајх“ у СФР Југославији доживела је неколико издања, по њој је у Чехословачкој снимљен филм, а књига је издата и у СССР-у под насловом „Човек који није познавао страх“.
Бранко Китановић са групом истомишљењика 30. јуна 1990. године у Клубу инжењера и техничара у Београду основао Нови комунистички покрет Југославије, који касније мења име у Нова комунистичка партија Југославије (НКПЈ). На оснивачком конгресу је био изабран за генералног секретара и ту функцију је обављао 21 годину све до своје смрти.
Носилац је више домаћих и страних признања. Одликован је руским Орденом Лењина, Орденом Стаљина и низом других. Био је члан редакције часописа „Марксизам и савременост“ који излази у Украјини.
Умро је у Београду 17. децембра 2011. године.

## Дела
- Човек који је уздрмао Трећи рајх
- Планета и цивилизација у опасности
- Рат на Западу
- Рат на Далеком истоку
- Курска битка
- Лењинградска битка
- Берлинска битка[3]
- Московска битка[4]
- Стаљинградска битка

Преводи
- Александар Романович Бељајев: Последњи човек Атлантиде
- Финске народне бајке
- Индонежанске народне бајке
- Бразилске народне бајке
- Маршал Георгиј Жуков: Успомене и размишљања
- Љубов Воронцова: Софија Коваљевска
- М. Иљин и Елена Сегал: Како је човек постао див
- Валентин Петрович Катајев: Син пука
- Рабиндранат Тагор: Светлост и сенке
- Василиј Иванович Чујков: Пад Трећег рајха
- Василиј Павлович Аксјонов: Поморанџе из Марока
- Јевгениј Александрович Јевтушенко: Ракете и запреге
- Владимир Јосифович Брежњев: Мемоари
- Борис Савович Дубровин: Од Карпата до Јадрана
- Александар Борисович Чаковски: Судар светова 1-6
- Георги Мокејевич Марков: Сибир: роман у две књиге
- Михаил Горбачов: Перестројка[5]
- Николај Кирилович Попељ: У тешко време
- Федор Шешун: Лавови и свиње међу нама: басне и смешне приче
- Јуриј Корињец: Тамо далеко, преко реке: једно сентиментално путовање кроз детињство